# Nachtschicht – Blut und Eisen
Nachtschicht – Blut und Eisen ist ein deutscher Fernsehfilm von Lars Becker aus dem Jahr 2021. Er wurde als siebzehnte Folge der ZDF-Krimireihe Nachtschicht am 29. März 2021 im ZDF ausgestrahlt.

## Handlung
Kevin Kruse ist ein ehemaliger Hooligan und Neonazi der Kameradschaft „Blut und Eisen“, die lose mit der rechtsextremen Partei PNL um Roland Herzog verbunden ist. Wegen seiner Knasterfahrung und seiner Vorstrafen findet der ehemalige Koch keine Arbeitsstelle. Vor seinem nächsten Bewerbungsgespräch bei der Burgerkette Smalltown Burger stellt er einen Clip online, in dem er eine Waffe zieht und ankündigt, im Falle einer Ablehnung von der Schusswaffe Gebrauch zu machen.
Das Video schlägt im Netz hohe Wellen und landet auch bei der Nachtschicht. Erich Bo Erichsen hat gerade zwei neue Teammitglieder aufs Auge gedrückt bekommen: Tülay Yildrim, die vom Dienstrang her seine Vorgesetzte ist, sowie Lulu Koulibaly, frisch von der Uni. Erich ist den ganzen Neuerungen gegenüber nicht gerade aufgeschlossen. Auch die neuen Hygieneauflagen im Rahmen der COVID-19-Pandemie in Deutschland machen ihm etwas zu schaffen.
Derweil sitzt Kevin Kruse im Vorstellungsgespräch. Mübariz Pettekaya wird jedoch gewarnt und bevor Kruse seine Waffe ziehen kann, gibt er dem verdutzten Kevin den Job und schickt ihn zum Burgerfuttern, um Zeit für die Polizei zu gewinnen. Mabel Kruse, Kevins Ehefrau, hochschwanger, wartet bereits am Tisch auf ihn. Ihr ist die Situation vollkommen klar. Bevor die Polizei eintrifft, versteckt sie seine Waffe. Anschließend werden beide festgenommen. Doch Mabel hat die Wohnung aufgeräumt und so muss das Team um Erich den Neonazi wieder ziehen lassen.
Abends in der Kneipe prahlt Kevin mit dem Video. Kevins Kumpel Dexter jedoch will die Tat zu Ende bringen. Ein Gespräch mit Roland Herzog und Mike Steiner, den Parteibonzen der PNL, endet im Eklat. Denn auch die PNL hat etwas zu verbergen: ein feucht-fröhliches Grillfest im Wald mit Schießübungen. Davon erfährt auch die Nachtschicht und so trifft das Polizeiteam  gerade ein, als Dexter vor lauter Frust ein Wahlplakat seiner Partei in seine Einzelteile zerlegt. Dexter und Kevin flüchten mit dem Wagen des Parteichefs, während Erich die Parteispitze der PNL verhört.
Dexter und Kevin lauern Mübariz Pettekaya auf. Kevin hat jedoch Zweifel, will weder jemanden erschießen noch in den Knast. So entwendet Dexter die Waffe und stellt sich Mübariz in den Weg. Dieser hat jedoch von einem Angestellten  illegal eine Waffe erhalten und erschießt Dexter. Als Kevin flüchten will, stellt er diesen. Zusammen mit ihm will er die Leiche nun in der Elbe entsorgen. In der Zwischenzeit hat Mabel die Polizei informiert, dass ihr Ehemann verschwunden sei. Das Team vermutet das Schlimmste und ruft Mübariz an, um diesen zu warnen. So legen die beiden einen Zwischenstopp bei Mabel ein, um diese zu beruhigen. Kevin nimmt ein neues Video auf, in dem er sagt, dass er die Drohung nicht ernst gemeint habe. In der Zwischenzeit hat die Polizei jedoch schon längst die Leiche im Wagen gefunden.
Kevin und Mübariz sind nun auf der Flucht. Mabel versucht in der Zwischenzeit die Parteispitze der PNL mit dem Video von dem Grillfest zu erpressen. Kevin macht mit Mübariz Station in der Nazikneipe, wo sie von Steiner gestellt werden. Es kommt zu einer,  Mexican Standoff genannten Pattsituation, die mit der Verhaftung von Kevin, Mübariz und Steiner endet. Kevin ist geständig und sagt aus, dass Mübariz Dexter in Notwehr erschossen habe. Alle drei werden am Montag dem Haftrichter vorgeführt: Kevin wegen Verstoßes gegen seine Bewährungsauflagen, Mübariz wegen illegalen Waffenbesitzes und Mike Steiner wegen der Bedrohung von Kevin. Mabel betritt die Polizeistation. Gegen fünf Minuten mit Kevin händigt sie das Video von der illegalen Grillparty aus.

## Hintergrund
Die siebzehnte Folge der Krimireihe kommt einem Relaunch gleich: Von der Besetzung der letzten Jahre sind nur noch Hauptdarsteller Armin Rohde und Özgür Karadeniz als sein Vorgesetzter und Chef der Nachtschicht übrig. Idil Üner und Sabrina Ceesay werden ihnen zur Seite gestellt. Gedreht wurde im Sommer 2020 unter den besonderen Hygieneauflagen im Rahmen der Covid-19-Pandemie, die sich auch in der Handlung wiederfinden.
Die deutsche Erstausstrahlung fand am 29. März 2021 im ZDF statt. Die Folge erreichte 6,29 Millionen Zuschauer (19,6 Prozent).

## Kritiken
Auf Tittelbach.tv schreibt Rainer Tittelbach: „Becker verknüpft Situationen und Charaktere, sorgt so für überraschende, oft absurde Wendungen. Das zeugt von dramaturgischem Können, hinterlässt beim Zuschauen aber die Wirkung größter Selbstverständlichkeit.“
Ursula Scheer schreibt auf Faz.net: „Die Stärke des Drehbuchs, (…) Wendungen zu schaffen, zeitigt aber auch Schwächen. Ein Toter wiegt nicht wirklich schwer, und wären alle bewaffneten Extremisten so trottelig wie Kruse, müssten wir uns keine Sorgen machen. Statt hasserfüllte Killer stellt uns Becker eine verirrte Dumpfbacke und einen schmierigen Rassisten vor Augen, der als Politiker nicht daran glaubt, dass man mit Nationalismus in fünf Jahren noch Stimmen holen kann, doch auf dem Revier von einem ‚Deutschen‘ verhört werden will. Kaplan, Yildirim, Koulibaly und Erichsen routinieren das gelassen, aber in der Sache knallhart.“